# Братушково
Братушково е село в Западна България. То се намира в Община Сливница, Софийска област.

## География
Село Братушково се намира в планински район. Отстои на 7 км югозападно от град Сливница. Разположено е по дължината на река Нойчинци, в подножието на южно намиращите се височини Градище и Мала Вишая.

## История
Името на селото е познато от кадийски регистър от 1576 г. под формата Бираткувичé, т.е. Братковица. По-късно е преименувано на Братушково, като е запазена началната съставка „брат“.

## Културни и природни забележителности
Над селото като закрилник се извисява Братушковският храм „Св. пророк Илия“, построен през 1904 г. През годините на тоталитаризма храмът е почти разрушен. През 2003 г. с доброволно събрани пожертвувания започва възстановяването му и в резултат храмът придобива първоначалния си вид. Храмовият празник се чества всяка година на 20 юли в деня на Св. Илия.

## Редовни събития
Празникът на селото се празнува на 21 септември – „Рождество на Пресвета Богородица“ по стар стил.

## Личности
- Боян Велинов (1921 – 1998), български офицер, генерал-лейтенант от Държавна сигурност.

## Галерия
- Църквата „Св. Пророк Илия“ на с. Братушково
- Изглед от църквата